# Bolitoglossa tzultacaj
Espèce
Bolitoglossa tzultacaj est une espèce d'urodèles de la famille des Plethodontidae.

## Répartition
Cette espèce est endémique du Guatemala. Elle se rencontre à la jonction des départements de Zacapa, d'Izabal et d'Alta Verapaz vers 1 800 m d'altitude sur le versant Sud de la Sierra de las Minas.

## Description
La femelle holotype, seul spécimen observé lors de la description originale, mesure 60,6 mm de longueur totale dont 37,0 mm de longueur standard et 23,6 mm de queue.

## Étymologie
Cette espèce est nommée en référence au dieu mayas Tzultacaj.

## Publication originale
- Campbell, Smith, Streicher, Acevedo & Brodie, 2010 : New salamanders (Caudata: Plethodontidae) from Guatemala, with miscellaneous notes on known species. Miscellaneous Publications, Museum of Zoology University of Michigan, no 200, p. 1-66.